# Tuberose
 (octobre 2021).
La mise en forme du texte ne suit pas les recommandations de Wikipédia : il faut le « wikifier ».
Les points d'amélioration suivants sont les cas les plus fréquents. Le détail des points à revoir est peut-être précisé sur la page de discussion.
- Les titres sont pré-formatés par le logiciel. Ils ne sont ni en capitales, ni en gras.
- Le texte ne doit pas être écrit en capitales (les noms de famille non plus), ni en gras, ni en italique, ni en « petit »…
- Le gras n'est utilisé que pour surligner le titre de l'article dans l'introduction, une seule fois.
- L'italique est rarement utilisé : mots en langue étrangère, titres d'œuvres, noms de bateaux, etc.
- Les citations ne sont pas en italique mais en corps de texte normal. Elles sont entourées par des guillemets français : « et ».
- Les listes à puces sont à éviter, des paragraphes rédigés étant largement préférés. Les tableaux sont à réserver à la présentation de données structurées (résultats, etc.).
- Les appels de note de bas de page (petits chiffres en exposant, introduits par l'outil «  Source ») sont à placer entre la fin de phrase et le point final[comme ça].
- Les liens internes (vers d'autres articles de Wikipédia) sont à choisir avec parcimonie. Créez des liens vers des articles approfondissant le sujet. Les termes génériques sans rapport avec le sujet sont à éviter, ainsi que les répétitions de liens vers un même terme.
- Les liens externes sont à placer uniquement dans une section « Liens externes », à la fin de l'article. Ces liens sont à choisir avec parcimonie suivant les règles définies. Si un lien sert de source à l'article, son insertion dans le texte est à faire par les notes de bas de page.
- La présentation des références doit suivre les conventions bibliographiques. Il est recommandé d'utiliser les modèles {{Ouvrage}}, {{Chapitre}}, {{Article}}, {{Lien web}} et/ou {{Bibliographie}}. Le mode d'édition visuel peut mettre en forme automatiquement les références.
- Insérer une infobox (cadre d'informations à droite) n'est pas obligatoire pour parachever la mise en page.

Pour une aide détaillée, merci de consulter Aide:Wikification.
Si vous pensez que ces points ont été résolus, vous pouvez retirer ce bandeau et améliorer la mise en forme d'un autre article.
Albums de Amanda Lear
Let Me Entertain You
Singles
1. More
2. Le bel âge
3. Immortels

Tuberose est le vingtième album d'Amanda Lear, composé de reprises de grands auteurs compositeurs, essentiellement en français et sorti le 22 octobre 2021.

## Description
Il s'agit de son second album à textes après With Love, et le premier essentiellement en français. Elle a choisi des titres d'auteurs et d'interprètes aussi divers que Serge Gainsbourg, Barbara, Julien Doré, Miossec, Alain Bashung ou encore George Moustaki.
A la fois acoustique et pop, cet album a été réalisé aux Studios Richer à Paris, mixé entre autres par Ian Caple, le réalisateur de Fantaisie Militaire de Bashung et masterisé par Jean-Pierre Chalbos.
Les confinements successifs du printemps et de l'automne 2020, passés dans sa maison de Provence, ont permis à Amanda comme à beaucoup de monde d'effectuer un véritable retour sur soi. Elle s'est rendu compte que ce dont elle avait vraiment envie dans son parcours artistique était de partager désormais plus d'intimité avec le public.
Toutes les chansons de cet album assez sombre décrivent directement, ou par des images, ce spleen de multiples façons : la désillusion, la mort, le recul vis-à-vis de soi, l'âge et la séduction, l'amour absolu, la réflexion sur la poursuite ou non d'une carrière artistique.
Le premier single de l'album est More, sorti le 12 mars 2021, et bénéficie d'un clip vidéo réalisé par Thibault Guérin faisant vivre Amanda Lear dans le monde de ses tableaux de peintre. Le second clip vidéo promouvant l'album est (Have i stayed) Too long at the fair?, également réalisé par Thibault Guérin, filmé au Musée des Arts Forains de Paris, et publié sur Youtube le 11 février 2022.

## Titres[3]
1. Strip-Tease
2. Immortels
3. Mon écho
4. Opium
5. Amandoti
6. Le bel âge
7. Il pleure sur mon cœur
8. La mélancolie
9. Ma solitude
10. I wish you love (Que reste-t-il de nos amours ?)
11. More (Acoustique)
12. (Have I Stayed) To Long At The Fair ?